# Emerson Fittipaldi
Emerson Fittipaldi (ur. 12 grudnia 1946 w São Paulo) – brazylijski kierowca wyścigowy; mistrz Formuły 1 z sezonów 1972 i 1974 oraz serii CART w sezonie 1989.

## Życiorys

### Dzieciństwo
Emerson Fittipaldi jest najmłodszym synem brazylijskiego dziennikarza sportów motorowych i komentatora radiowego Wilsona Fittipaldiego Seniora oraz jego żony, Polki Józefy "Juzy" Wojciechowskiej. Emerson otrzymał imię po amerykańskim pisarzu i filozofie Ralphie Waldo Emersonie. Zarówno jego ojciec jak i matka ścigali się samochodami produkcyjnymi krótko po II wojnie światowej. Wilson Senior wystartował nawet w pierwszym wyścigu Mil Milhas w 1956. Nie było więc zaskoczeniem, że Emerson stał się entuzjastą sportów motorowych.
Emerson Fittipaldi jest także młodszym bratem byłego kierowcy Formuły 1 i właściciela zespołu Copersucar – Wilsona Fittipaldiego Juniora. Jest wujkiem byłego kierowcy Formuły 1, CART i NASCAR – Christiana Fittipaldiego. Żoną Emersona w latach 1970–1982 była Maria Helena. Mieli razem dwoje dzieci – Julianę i Jaysona. Ożenił się ponownie z Teresą. W połowie lat 80. mieli dwie córki (Tatianę i Joanę) oraz syna Lucę.
Za młodu Emerson znany był w Brazylii jako "el Rato", czyli mysz, co kontrastowało z "Tigrao" (tygrys) jego brata. Pod koniec kariery nazywano go "Emmo".
We wrześniu 1997 Fittipaldi w czasie odzyskiwania sił po wypadku na Michigan International Speedway, latał samolotem nad swoim sadem pomarańczy w São Paulo. W pewnym momencie samolot stracił moc i runął na ziemię. Emerson odniósł poważne obrażenia pleców. Wyzdrowiał i nawrócił się na chrześcijaństwo.

### Formuła 1
Fittipaldi zaczynał jako mechanik przed próbami jazdy motocyklami i ostatecznie wszedł do kartingu i Formuły Vee. W drugim roku startów zdobył tytuł mistrza brazylijskiej Formuły Vee w wieku 21 lat. Przybył do Europy w 1969 z ambicją przekonania do siebie właścicieli zespołów. Po kilku podiach i pierwszych zwycięstwach w Formule Ford, Emerson został zatrudniony w jednym z zespołów Formuły 3. W nowej serii wyścigowej Fittipaldi nadal wygrywał, co przyciągnęło uwagę Colina Chapmana, który szukał kolegi dla Jochena Rindta w Lotusie na sezon 1970. Emerson stał się numerem 1 w zespole po tym jak Rindt zginął w 1970 na torze Monza, a John Miles opuścił stajnię. Brazylijczyk spełnił pokładane w nim nadzieje i wygrał pierwszy wyścig dla Lotusa od śmierci Rindta.
W pierwszym sezonie startów w Lotusie jako kierowca nr 1 (sezon 1971) Fittipaldi ukończył mistrzostwa na szóstej pozycji. Zespół eksperymentował z podwoziem Lotusa 72. Była to jedna z najbardziej udanych konstrukcji wszech czasów, co sprawiło, że Brazylijczyk był nie do zatrzymania w 1972 wygrywając pięć z jedenastu wyścigów. Wyprzedził drugiego w klasyfikacji Jackiego Stewarta o 16 punktów. Został też najmłodszym mistrzem świata zdobywając czempionat w wieku 25 lat (jego rekord został pobity przez 24-letniego Fernando Alonso a potem przez 23-letniego Sebastiana Vettela). Wydawało się, że Fittipaldi może powtórzyć sukces w 1973, ale po trzech wygranych na cztery pierwsze wyścigi z 72D, zaczął zmagać się z 72E, który powstał w środku sezonu. Spowodowało to odwrócenie w klasyfikacji kierowców – tym razem to Stewart pokonał Fittipaldiego o 16 punktów. Po zsumowaniu punktów zdobytych przez Lotusa na modelach 72D i 72E brytyjska stajnia wyścigowa wygrała w klasyfikacji konstruktorów.

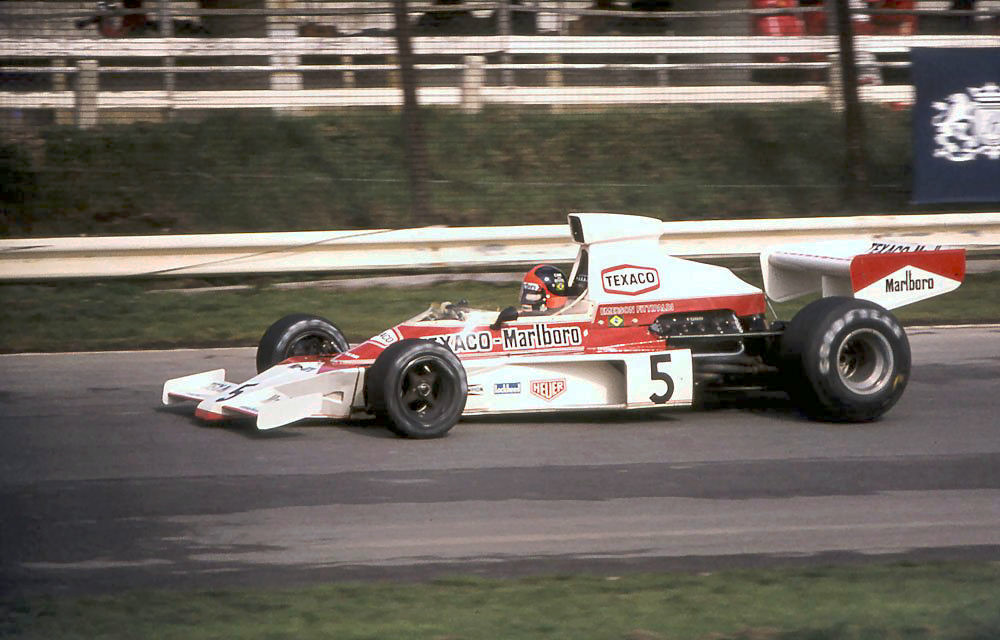
Fittipaldi w McLarenie M23 w Grand Prix Wielkiej Brytanii (1974)

Fittipaldi opuścił Lotusa i przeszedł do obiecującego McLarena. Korzystając z wydajnego bolidu wygrał w 1974 trzy wyścigi, stanął na podium siedem razy i pokonał Claya Regazzoniego w bliskiej walce. W następnym sezonie wygrał dwa wyścigi i zdobył podium 6 razy, ale był drugi przy dominującym Nikim Laudzie. Emerson zaszokował wszystkich odchodząc z McLarena i wspierając zespół swojego brata Wilsona – Copersucar (sponsorowany zespół Fittipaldi Automotive). Zrobił to u szczytu swojej kariery w Formule 1.
Zespół Copersucar nie był najlepiej zorganizowany. Fittipaldi pomimo wysiłków czasami nawet nie kwalifikował się do wyścigów. Nie bacząc na wszelakie trudności, Emerson pozostał w zespole łącznie na pięć sezonów. W tym okresie najlepsze miejsce jakie zajął w wyścigu to drugie. Fittipaldi zdecydował się na odejście ze ścigania się po 1980. Tłumaczył to tak: "Byłem zbyt zaangażowany w problemy zespołu i zaniedbałem moje małżeństwo i życie osobiste." Chociaż miał tylko 33 lata, to był w Formule 1 od dekady. W swoich dziesięciu startach siedmiu z nich nie ukończył. Dodatkowo został zdeklasowany przez Keke Rosberga, który był z nim w zespole. Znalazł miejsce w kierownictwie obok brata. Zespół Fittipaldi Automotive ścigał się w Formule 1 jeszcze dwa lata z minimalnymi funduszami sponsorskimi.

### CART
Po opuszczeniu Formuły 1 w 1980, Emerson zjawił się w serii CART w 1984. 38-latek spędził pierwszy sezon przystosowując się do nowego bolidu. Ścigał się dla dwóch zespołów, kiedy znalazł miejsce w zespole Patrick Racing jako zastępstwo kontuzjowanego kierowcy. W zespole tym pozostał przez pięć lat, wygrywając sześć wyścigów. W 1989 zdobył tytuł mistrza serii po wygraniu pięciu wyścigów (w tym prestiżowy Indianapolis 500).

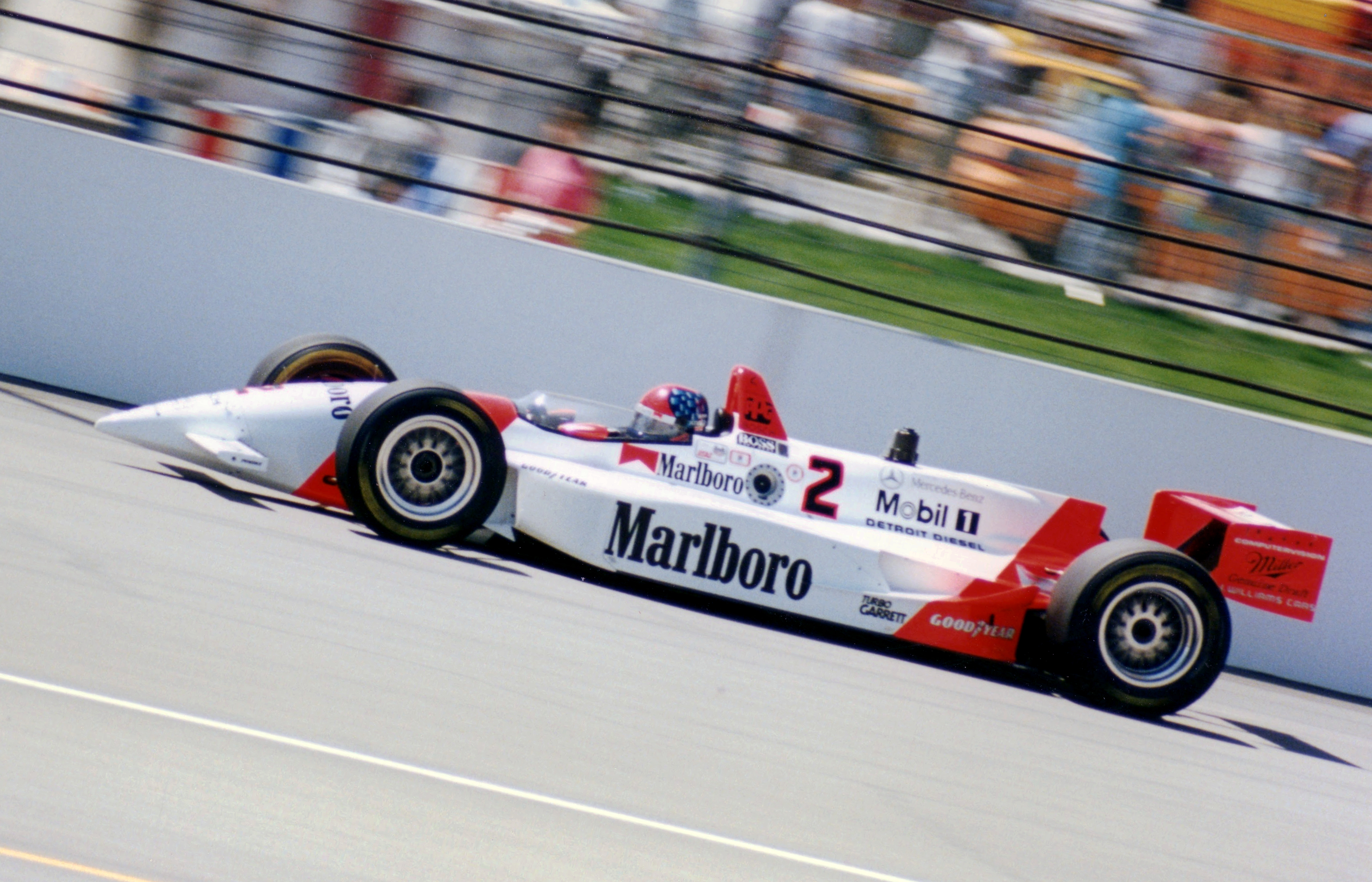
Fittipaldi na Indianapolis 500 (1994)

Roger Penske zatrudnił "Emmo" na sezon 1990 do swojego zespołu Penske Racing. Pozostał tam do 1996 roku. W międzyczasie Fittipaldi wygrał Indianapolis 500 po raz drugi.
Pomimo pięćdziesiątki na karku Emerson ciągle się ścigał w Champcar w 1996. Jego karierę przerwał jednak wypadek na Michigan International Speedway. Fittipaldi nie powrócił już jako kierowca, ale w roku 2003 został współwłaścicielem zespołu Champ Car – Fittipaldi-Dingman Racing.
Brazylijczyk był także właścicielem brazylijskiego zespołu w A1 GP.
W 2005 roku Fittipaldi dość niespodziewanie wystartował w wyścigu serii Grand Prix Masters.
W 2008 roku, wraz ze swoim bratem Wilsonem wystartowali w brazylijskiej serii GT3 samochodem Porsche 997 GT3.

## Wyniki

### Indianapolis 500
| Rok  | Nadwozie | Silnik         | Start | Wynik | Uwagi                    |
| ---- | -------- | -------------- | ----- | ----- | ------------------------ |
| 1984 | March    | Cosworth       | 23    | 32    | Ciśnienie oleju          |
| 1985 | March    | Cosworth       | 5     | 13    | Awaria układu paliwowego |
| 1986 | March    | Cosworth       | 11    | 7     |                          |
| 1987 | March    | Chevrolet      | 33    | 16    | Utrata mocy silnika      |
| 1988 | March    | Chevrolet      | 8     | 2     |                          |
| 1989 | Penske   | Chevrolet      | 3     | 1     |                          |
| 1990 | Penske   | Chevrolet      | 1     | 3     |                          |
| 1991 | Penske   | Chevrolet      | 15    | 11    | Awaria skrzyni biegów    |
| 1992 | Penske   | Chevrolet      | 11    | 24    | Wypadek                  |
| 1993 | Penske   | Chevrolet      | 9     | 1     |                          |
| 1994 | Penske   | Ilmor-Mercedes | 3     | 17    | Wypadek                  |
| 1995 | Penske   | Ilmor-Mercedes |       |       | Nie zakwalifikował się   |